# Puebla de Pedraza
Puebla de Pedraza er en by og kommune i det centrale Spanien i provinsen Segovia. Den har et indbyggertal på 51 (2024) indbyggere.